# Succession (skatteret)
 For alternative betydninger, se Succession. (Se også artikler, som begynder med Succession)
Succession er et skatteretligt begreb, der muliggør, at en ejer kan overdrage en virksomhed til en anden person,
uden at dette udløser skat af kapitalgevinsten, mod at virksomhedens nye ejer fortsætter i den hidtidige ejers skattemæssige forhold. Denne mulighed betegnes skattemæssig succession.:25  Succession indebærer en skattefordel, idet den medfører en rentefri udskydelse af skattebetalingen, der kan medføre en betydelig reduktion i den effektive skattesats og ved gentagen succession i sidste ende et reelt bortfald af beskatningen.

## Etymologi
"Succession" er oprindelig latin og betyder "arvefølge". Ordet bruges også med denne betydning på engelsk.:25 

## Skattemæssige konsekvenser
Reglerne om succession indebærer dermed i første omgang en udskydelse af beskatningen, hvilket samtidig medfører en lempelse af den effektive beskatning. Ved en rente på 6 pct. reduceres værdien af en skattebetaling, der er udskudt i 10 år, eksempelvis til ca. 55 pct. Set fra et økonomisk synspunkt indebærer succession således en delvis fritagelse fra beskatningen af kapitalgevinster. Hvis successionen gentages ved fremtidige ejerskifter, kan beskatningen af kapitalgevinster endda udskydes uendeligt og altså aldrig finde sted.

## Succession i Danmark
Succession kan i Danmark finde sted ved overdragelse af virksomheder, uanset om det sker ved arv (mortis causa) eller ved overdragelse i levende live (inter vivos) indenfor familien eller til nære medarbejdere. Desuden er der mulighed for succession ved omstrukturering af selskaber.

### Historie
Reglerne om succession ved arv blev i Danmark indført i forbindelse med indførelsen af kildeskat, der medførte en mere konsekvent beskatning af kapitalgevinsterne i dødsboer. Benævnelsen successionsprincip findes således i en udvalgsbetænkning fra 1968 (Betænkning nr. 509 af 29. oktober 1968):53-54  og blev indført samtidig med reglerne om dødsbobeskatning i 1969. I 1989 blev successionsretten udvidet til også at gælde overtagelse i levende live, når generationsskiftet i virksomheden foregår ved hjælp af en gave fra den hidtidige ejer.:77 

### Relevante skattelove
De skattemæssige situationer, der er relevante for succession, findes bl.a. i dødsboskatteloven, kildeskatteloven og aktieavancebeskatningsloven.:25 